# Osage County (Missouri)
Osage County is een county in de Amerikaanse staat Missouri.
De county heeft een landoppervlakte van 1.570 km² en telt 13.062 inwoners (volkstelling 2000). De hoofdplaats is Linn.